# FC Lokomotiv Moscú
El FC Lokomotiv Moscú (en ruso: Футбольный Клуб Локомотив Москва), es un club de fútbol ruso con sede en la capital Moscú, fundado el 23 de julio de 1923. Actualmente compite en la Liga Premier de Rusia, la primera división del fútbol ruso. Disputa sus partidos como local desde 2002 en el RZD Arena, que cuenta con una capacidad de 28 800 espectadores.

## Historia
Fue fundado el 23 de julio de 1923 como Club de la Revolución de octubre (debido a la Revolución Rusa), disputando ese mismo día su primer partido contra el Club Deportivo Izmailovsky. En 1931 se cambió el nombre a Kazanka (Moskovskaya-Kazanskaya Zh.D), y posteriormente a Lokomotiv en 1936.
Dentro de sus palmarés se encuentran dos Copas de la Unión Soviética obtenidas en los años 1936 y 1957. En 1959 el Lokomotiv alcanza por primera vez el subcampeonato en la Primera División de la Unión Soviética, su mejor posición en la era Soviética.
Ya entrado el siglo 21 y con la recientemente creada Liga Premier de Rusia, el Lokomotiv se coronaria campeón por primera vez en su historia en el año 2002, cortando un dominio del Spartak Moscú, que había ganado 8 de las 9 ligas rusas, que se fundó en 1992. Este título se repetiría en 2004 y en la temporada 2017/2018 volvieron a ganar la liga. Además ostentan nueve Copas de Rusia (1996, 1997, 2000, 2001, 2007, 2015, 2017, 2019 y 2021) siendo el club con más campeonatos en esta competición.
Su mejor actuación a nivel continental fue ser semifinalista en dos ocasiones de la Recopa de Europa de 1997-98 y 1998-99, cayendo en dicha instancia ante el Stuttgart y el Sporting Braga respectivamente.

## Símbolos

### Escudo

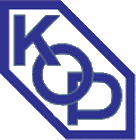
KOR (1923-1930)

Primer escudo del club.
El escudo actual del Lokomotiv representa su origen, ya que es el equipo de los trabajadores ferroviarios de la antigua Unión Soviética, y por eso sus jugadores llevan en el pecho la locomotora de un tren art decó. Las alas representan la gloria.

### Himno
El himno del Lokomotiv, fue escrito por August Krepak, fue presentado al público el 10 de febrero de 2005 en el Estadio Olímpico de Moscú, donde se llevó a cabo la ceremonia de entrega de premios del Año Dorado del Lokomotiv. En él se honró el fútbol, el rugby y clubes de voleibol Lokomotiv, que se convirtieron en ganadores del campeonato ruso en 2004. Ahora el himno se toca en el Russian Railways Arena antes de cada partido en casa del Lokomotiv. La Sinfonía Académica Estatal Capella de Rusia dirigida por Valery Polyansky y el Artista Popular de Rusia Alexey Martynov.
Tus colores están por siempre en cada corazón
Llevamos muchos años fortaleciéndonos ...
Escribiste en letras doradas
¡Historia de victorias!
A través de los años y los días llevaste la esperanza
¡Creemos en tu gran destino!
Agita los gloriosos estandartes
¡tu estrella se ha encendido!
Estamos contigo, nuestra "Locomotora"
¡Desde ahora y para siempre!

## Uniforme
- Uniforme titular: Camiseta verde, pantalón y medias rojas.
- Uniforme alternativo: Camiseta, pantalón y medias blancas.
- Tercer uniforme: Camiseta, pantalón y medias negras.

### Evolución
| 2010-11 | 2011-12 | 2012-13 | 2013-14 | 2014-15 | 2015-16 | 2016-17 | 2017-18 | 2018-19 | 2019-20 |

## Estadio

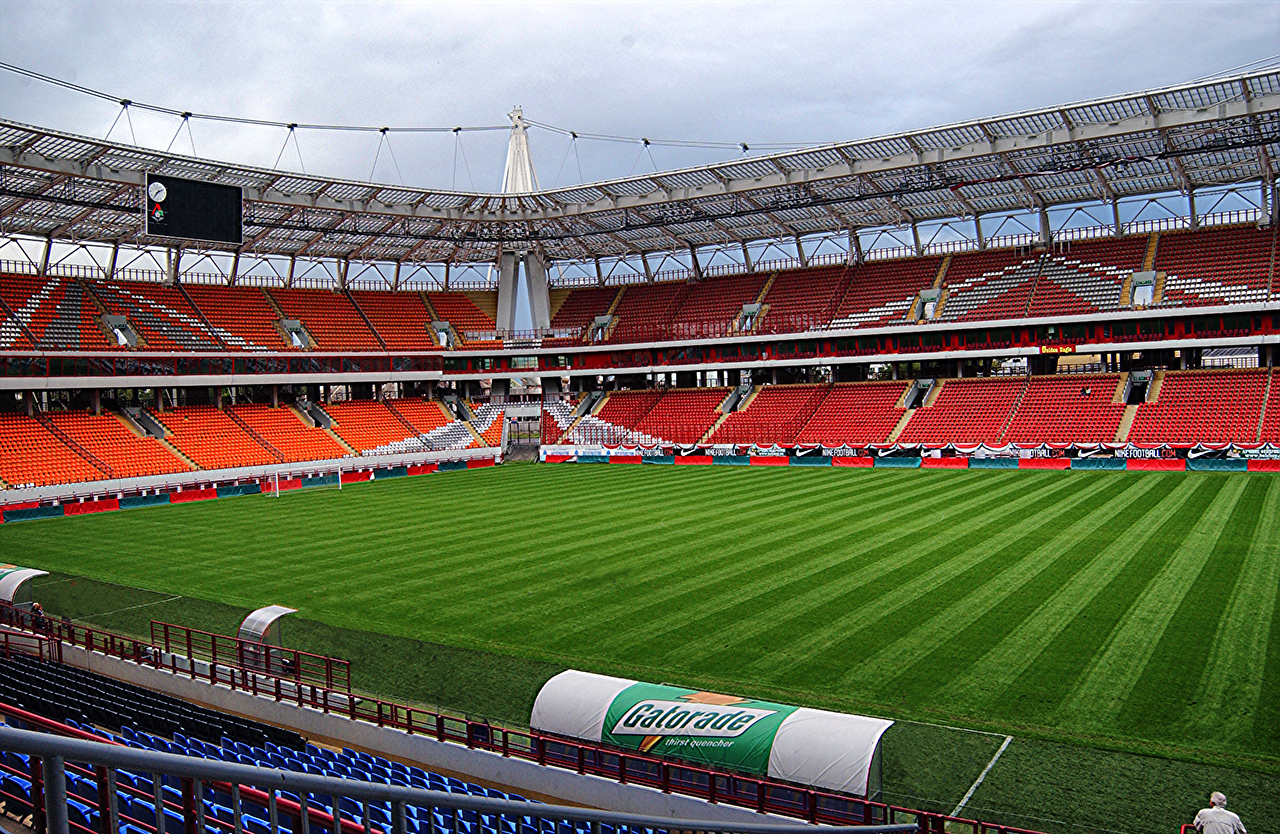
Panorámica del RZD Arena.

El Estadio Lokomotiv tiene una capacidad para 28 800 aficionados. Para 1966 tenía una capacidad de 30 000 personas. Sin embargo, a mediados de los años 1990 esa capacidad del estadio se redujo de 24 000 a 6000 espectadores debido a que los bancos de madera fueron reemplazados por asientos de plástico posteriormente fue reconstruido con su capacidad actual.
Fue inaugurado el 17 de agosto de 1966 el partido inaugural fue jugado entre el Lokomotiv Moscú y el Dynamo Kiev.
El estadio está estructurado en 4 zonas: la tribuna principal (color azul), una tribuna lateral (color rojo), y dos fondos (uno de color verde y el otro naranja).

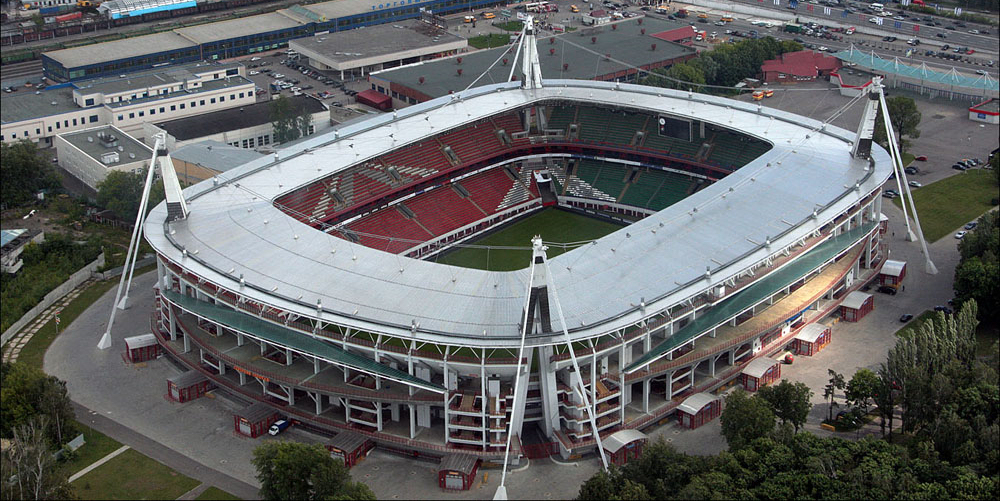
Vista panorámica del RZD Arena.

## Afición

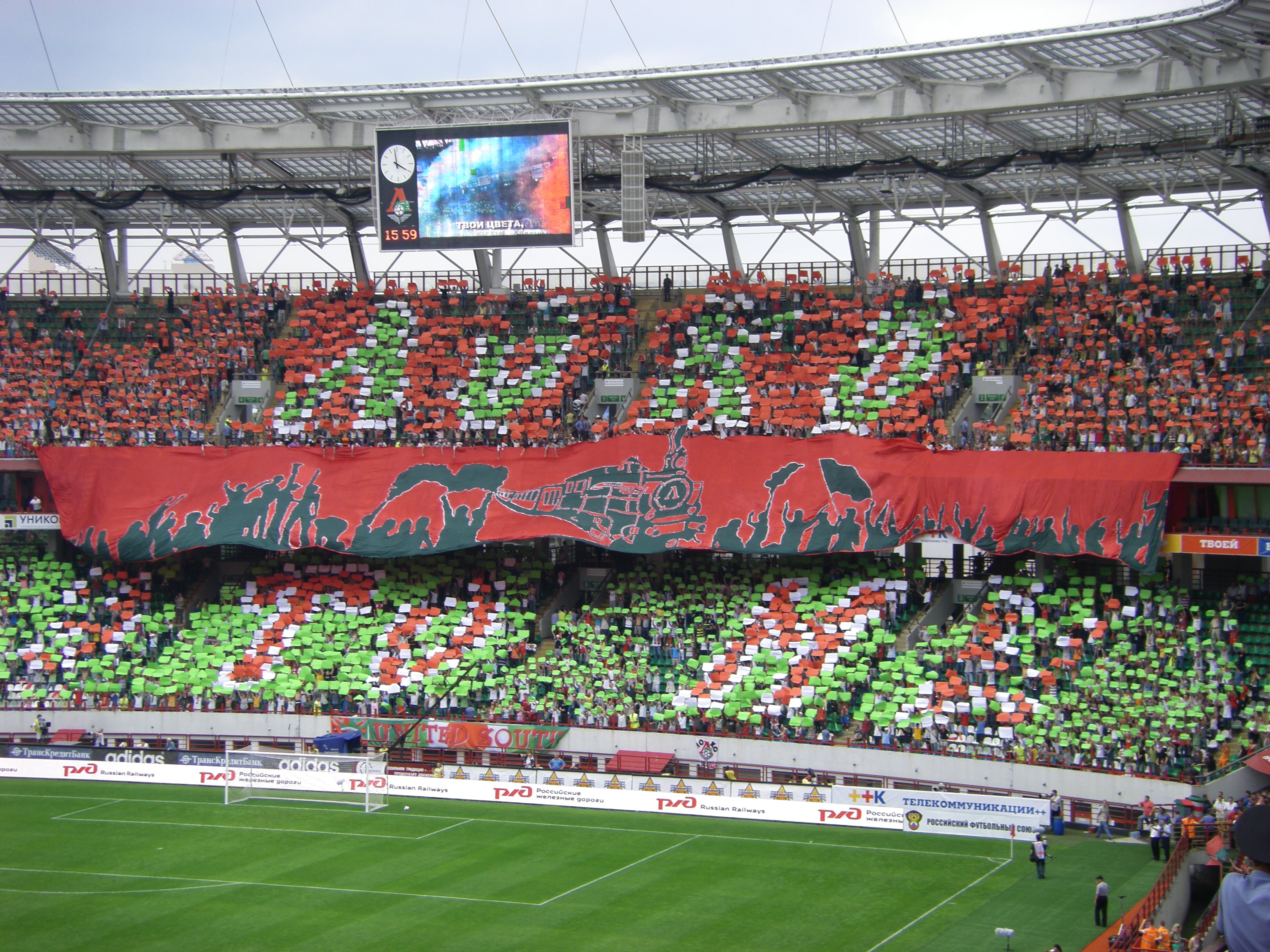
Tifo elaborado por «United South», los aficionados más radicales del Lokomotiv.

Los hinchas del Lokomotiv suelen indicar la fecha de inicio del apoyo organizado del equipo el 22 de mayo de 1981, cuando varios aficionados del Lokomotiv viajaron por primera vez junto al equipo como visitante. En el período soviético y en la primera etapa del campeonato ruso de fútbol postsoviético, el Lokomotiv era el menos popular de los clubes de fútbol de Moscú, en detrimento del Spartak, CSKA, Dinamo y Torpedo. Debido al bajo de interés de los aficionados y el modesto éxito del equipo surgió el sarcástico apodo de la «quinta rueda del coche de fútbol de Moscú».
Sin embargo, al haberse proclamado campeón de liga y copa en varias ocasiones durante los años 1990 y 2000, y haber abierto un nuevo estadio moderno en 2002, el club ganó una cantidad de aficionados, lo que ilustra el aumento de asistencia desde 1800 y 2000 aficionados a más de 15 000 en 2009. En los partidos en casa los ultras del Lokomotiv ocupan la tribuna sur del RZD Arena, y la mayor asociación de ultras llamado «United South». Los hinchas del Lokomotiv están presentes en todas las regiones de Rusia.
Los aficionados organizados del Lokomotiv han tenido una reputación de ser relativamente inteligentes, tratando de enfocarse en el fuerte apoyo de su equipo. Estas tradiciones se han mantenido en el pasado, pero con la afluencia de nuevos aficionados ultras y las crecientes demandas de liderazgo se han producido una serie de incidentes escandalosos.

## Rivalidades
El rival más encarnizado tradicionalmente es el Torpedo Moscú, y, según algunos aficionados, el Saturn. Después de la ausencia habitual de estos equipos de la Liga Premier, surgieron enfrentamientos con los clásicos Spartak, CSKA y Zenit, principalmente debido a la competencia deportiva.

## Datos del club

### Denominaciones
A lo largo de su historia, el club ha visto como su denominación variaba por diversas circunstancias hasta la actual de Football Club Lokomotiv Moscú, vigente desde 1936. El club se fundó bajo el nombre oficial de «Kazanka», pero su nombre ha sido modificado por un motivo u otro.
A continuación se listan las distintas denominaciones de las que ha dispuesto el club a lo largo de su historia:
- Kazanka (1922) Nombre fundacional del club.

- Club de la Revolución de octubre (KOR) (1923-1930) Los clubes que se formaron espontáneamente se fusionaron y cambiaron de nombre.

- Kazanka (1931-1935)

- Football Club Lokomotiv Moscú (1936-Presente) Denominación actual.

## Entrenadores

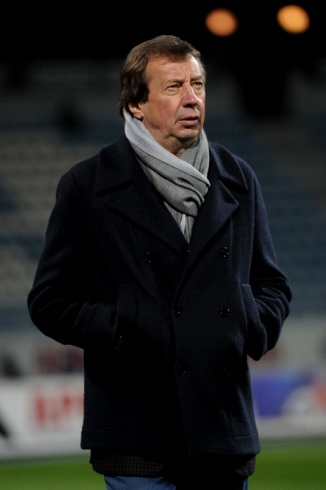
Yuri Siomin, el entrenador más exitoso del club.

A lo largo de toda su historia, el FC Lokomotiv Moscú ha sido dirigido por un total de cuarenta y cinco entrenadores de los cuales un total de cuatro tuvieron cargo interino.
Yuri Siomin es, con diez títulos oficiales, el entrenador más ganador en la historia del club, con diez títulos a nivel nacional (tres campeonatos de Liga, cuatro Copas y tres Supercopas).
Las nacionalidades principales de los entrenadores no rusos han sido la serbia (2 técnicos), la alemana (2 técnicos), croata (1 técnico), portuguesa (1 técnico), montenegrino (1 técnico) y uzbeko (1 técnico). Solo han dirigido entrenadores europeos en la historia del club.
| Nombre             | Período     |
| ------------------ | ----------- |
| Alekséi Stoliarov  | 1936        |
| Jules Limbeck      | 1937        |
| Mijaíl Sushkov     | 1938 – 1945 |
| Vladímir Blinkov   | 1946        |
| Dmitri Maksimov    | 1947 – 1948 |
| Borís Apujtin      | 1948        |
| Dmitri Maksimov    | 1948 – 1949 |
| Gavriil Kachalin   | 1949 – 1952 |
| Borís Arkádiev     | 1952 – 1957 |
| Yevgueni Yeliseyev | 1958 – 1959 |
| Nikolái Morózov    | 1959 – 1962 |
| Alekséi Kostylev   | 1962        |
| Borís Arkádiev     | 1963 – 1965 |
| Yevgueni Rogov     | 1965        |
| Konstantín Béskov  | 1966        |
| Valentín Bubukin   | 1966 – 1968 |
| Víktor Maryenko    | 1969 – 1970 |
| Yevgueni Rogov     | 1971 – 1972 |
| Ígor Volchok       | 1972        |
| Mijaíl Yakushin    | 1973        |
| Ígor Volchok       | 1973 – 1978 |
| Víktor Maryenko    | 1978 – 1980 |
| Aleksandr Sevidov  | 1981 – 1982 |
| Vladímir Radionov  | 1983        |
| Ígor Volchok       | 1983 – 1985 |
| Yuri Siomin        | 1985 – 1990 |
| Valeri Filatov     | 1991        |

| Nombre                         | Período         |
| ------------------------------ | --------------- |
| Yuri Siomin                    | 1992 – 2005     |
| Vladímir Eshtrekov             | 2005            |
| Slavoljub Muslin               | 2006            |
| Oleg Dolmátov                  | 2006            |
| Anatoli Býshovets              | 2007            |
| Rinat Bilialetdínov (Interino) | 2007            |
| Rashid Rajímov                 | 2008 – 2009     |
| Vladímir Máminov (Interino)    | 2009            |
| Yuri Siomin                    | 2009 – 2010     |
| Yuri Krasnozhan                | 2011            |
| Vladímir Máminov (Interino)    | 2011            |
| José Couceiro                  | 2011 – 2012     |
| Slaven Bilić                   | 2012 – 2013     |
| Leonid Kuchuk                  | 2013 – 2014     |
| Ígor Cherevchenko (Interino)   | 2014            |
| Miodrag Božović                | 2014 – 2016     |
| Yuri Siomin                    | 2016 – 2020     |
| Marko Nikolić                  | 2020 – 2021     |
| Markus Gisdol                  | 2021 – 2022     |
| Josef Zinnbauer                | 2022            |
| Andrei Fyodorov (Interino)     | 2022            |
| Mikhail Galaktionov            | 2022 – Presente |

## Palmarés

### Torneos nacionales (17)

#### RusiaRusia(15)
Nota: en negrita competiciones vigentes en la actualidad.
| Competición nacional        | Títulos                                                        | Subcampeonatos                            |
| --------------------------- | -------------------------------------------------------------- | ----------------------------------------- |
| Liga Premier de Rusia (3/6) | 2002, 2004, 2017-18.                                           | 1995, 1999, 2000, 2001, 2018-19, 2019-20. |
| Copa de Rusia (9/1)         | 1996, 1997, 2000, 2001, 2007, 2015, 2017, 2019, 2021. (Récord) | 1998.                                     |
| Supercopa de Rusia (3/5)    | 2003, 2005, 2019.                                              | 2008, 2015, 2017, 2018, 2020.             |

#### Unión Soviética(2)
| Competición nacional              | Títulos           | Subcampeonatos |
| --------------------------------- | ----------------- | -------------- |
| Primera División de la URSS (0/1) |                   | 1959.          |
| Copa de la Unión Soviética (2/1)  | 1936, 1957.       | 1989-90.       |
|                                   |                   |                |
| Segunda División de la URSS (3/2) | 1947, 1964, 1974. | 1971, 1987.    |

### Otros deportes
Fútbol playa
- Mundialito de Clubes
  - Campeón: (3) 2012, 2017, 2021.
- Euro Winners Cup
  - Campeón: (1) 2013.

## Estadísticas
| Máximos goleadores | Máximos goleadores |
| Jugador            | Goles              |
| ------------------ | ------------------ |
| Dmitri Loskov      | 108                |
| Víktor Sokolov     | 80                 |
| Valentín Bubukin   | 63                 |
| Dmitri Sychov      | 62                 |
| Víktor Voroshílov  | 61                 |
| Oleg Garin         | 40                 |
| Alekséi Kosolápov  | 40                 |
| Valeri Petrakov    | 36                 |
| Yevgueni Jarlachov | 33                 |

| Partidos disputados | Partidos disputados |
| Jugador             | Partidos            |
| ------------------- | ------------------- |
| Vladímir Máminov    | 400                 |
| Serguéi Ovchínnikov | 363                 |
| Dmitri Loskov       | 355                 |
| Ígor Chugáinov      | 343                 |
| Serguéi Gurenko     | 333                 |
| Yuri Drozdov        | 322                 |
| Valentín Bubukin    | 289                 |
| Alekséi Arifulin    | 274                 |
| Oleg Pashinin       | 261                 |